# Shen Zonglian
Shen Zonglian aussi écrit Shen Tsung-lien (chinois : 沈宗濂, 1898-1978) né à Wuxing, Zhejiang, est une personnalité politique de la République de Chine.

## Biographie
Shen Zonglian est diplômé de l'université Tsinghua dans ses premières années, puis a étudié aux États-Unis et a obtenu une maîtrise en économie de l'Université Harvard. Plus tard, il a rejoint le ministère des Affaires étrangères du gouvernement nationaliste. Lorsque Guo Taiqi était ministre des Affaires étrangères du gouvernement nationaliste, Shen Zonglian a été nommé directeur du département des affaires générales sous sa direction. Au ministère des Affaires étrangères, il a accompagné l'envoyé spécial Dai Jitao lors de visites au Myanmar et en Inde. Plus tard, Dai Jitao a loué Shen Zonglian à Chiang Kai-shek. À la fin de 1941, Shen Zonglian fut transféré au quatrième groupe du bureau du président de la Commission militaire du gouvernement nationaliste en tant que secrétaire. Après cela, il a étudié diverses questions et fait des suggestions à Chiang Kai-shek. Il a un jour suggéré que Chiang Kai-shek choisisse une opportunité pour renforcer ses relations avec le Tibet. Il a également été conseiller du Conseil suprême de la défense nationale et conseiller du bureau du président de la commission militaire du gouvernement nationaliste.
En octobre 1943, Shen Zonglian fut nommé par Chiang Kai-shek directeur de la Légation chinoise à Lhassa du gouvernement nationaliste, en remplacement de Kong Qingzong. Le 8 août 1944, Shen Zonglian arrive à Lhassa. Après cela, il a organisé un grand nombre de banquets pour les fonctionnaires monastiques et laïcs et les envoyés étrangers à Lhassa, et a régulièrement fait des dons aux moines des trois principaux temples bouddhistes tibétains, le monastère tantrique supérieur et le monastère tantrique inférieur de Lhassa. Le 15 août 1945, il organise un banquet à Lhassa pour célébrer la victoire de la guerre anti-japonaise. Ces activités ont renforcé les relations avec les moines et les laïcs de Lhassa et ont permis à la Chine de rester invaincue dans la compétition avec les Britanniques au Tibet. C'est grâce à son influence sur les moines des trois plus grands temples de Lhassa que Shen réussit à fermer l'école anglaise au Tibet en 1944.
Au cours de son mandat, il a soumis une proposition à Chiang Kai-shek, proposant d'éliminer le régime séparatiste de Liu Wenhui sur la province de Xikang et de fusionner la province de Xikang avec la province du Sichuan. Il a envoyé des responsables centraux (tels que Wu Zhongxin) pour diriger des troupes stationnées à Chengdu, Xichang et Kangding. S'appuyant sur cette force pour accélérer la construction de l'autoroute de Kangzang ; utilisant l'influence de la visite de Chiang Kai-shek en Inde britannique, il a soutenu l'indépendance indienne aux Nations Unies et a conclu un gentlemen's agreement avec le Parti du Congrès national indien à reconnaître le Tibet comme faisant partie du territoire chinois. Cependant, parce que Chiang Kai-shek était occupé par des conflits politiques en Chine continentale et n'avait pas le temps de prêter attention au Tibet, et a adopté une attitude de maintien du statu quo, Shen Zonglian a commencé à avoir l'intention de partir.
À Nanjing, Shen Zonglian a demandé à Chen Brai d'exprimer son intention de démissionner à Chiang Kai-shek, et Chiang Kai-shek a accepté de prendre congé. En 1947, Shen Zonglian a été nommé secrétaire général du gouvernement municipal de Shanghai par le maire de Shanghai, Wu Guozhen. Il a servi du 1er novembre 1947 au 14 mai 1949.
Plus tard, Shen Zonglian a déménagé aux États-Unis pour retrouver sa femme et son fils qui avaient déjà déménagé aux États-Unis. En 1953, Stanford University Press a publié le livre Tibet and the Tibetans, co-écrit par lui et Liu Shengqi.
Dix jours après la fuite du 14e dalaï-lama pour l'Inde le 17 mars 1959, George Yeh (en), alors ambassadeur de la République de Chine aux États-Unis écrit à Chiang Kai-shek un télégramme aujourd'hui déclassifié : « Shen Zonglian, notre ancien représentant au Tibet, enseigne au Lynchburg College (en) (VA) depuis que le gouvernement s'est retiré à Taïwan. Il est à la fois compétent et fiable, avec une bonne maîtrise du chinois et de l'anglais, et il est capable d'utiliser la langue tibétaine. Lorsque j'étais ministre des Affaires étrangères, je lui confiais le soin de contacter les partisans du dalaï-lama... Mon opinion est que maintenant nous devrions envoyer secrètement Shen en Inde et prendre contact avec [le frère du dalaï-lama] Gyalo Thundrup qui est maintenant à Kalimpong. Une fois que Shen aura exploré plus clairement toute la situation en Inde, il viendra peut-être à Taïwan pour vous faire un rapport de première main... Il vaut mieux que Shen ne vienne pas à Taïwan [avant de se rendre en Inde], et pour le moment, ses contacts secrets avec nous doivent rester totalement confidentiels... Dans vos instructions futures, je prie votre excellence d'utiliser « Mary » comme surnom pour Shen, « Li Da » pour le dalaï-lama et « Hua Sheng » pour Gyalo Thundrup. » Quatre jours plus tard, Chiang Kai-shek approuve la proposition de Yeh, pour tenter de recueillir des informations sur le soulèvement tibétain de 1959, et sonder la possibilité de former une coalition entre les forces du dalaï-lama et le gouvernement chinois en exil à Taipei. Ces échanges confidentiels suggèrent l'ampleur des activités clandestines envisagées et peut-être menées par Chiang Kai-shek et ses conseillers quand la question tibétaine a attiré l'attention internationale.
Shen Zonglian est mort en 1978.

## Accueil critique de son œuvre
Selon Jamyang Norbu, dans son ouvrage sur le Tibet, Shen Zonglian mentionne une nation clairement distincte de la Chine et qui «… jouit à tous égards d'une totale indépendance depuis 1911 ». Il y décrit une société hiérarchique et conservatrice « fossilisée il y a plusieurs siècles » mais dont les habitants sont ordonnés, paisibles et hospitaliers – mais aussi « de plaideurs notoires », ajoutant que « peu de peuples dans le monde sont des plaideurs aussi éloquents ». Shen précise encore que « les appels peuvent être adressés à n'importe quel bureau auquel appartiennent les parties en conflit, ou même au dalaï-lama ou à son régent.